# PureSystems

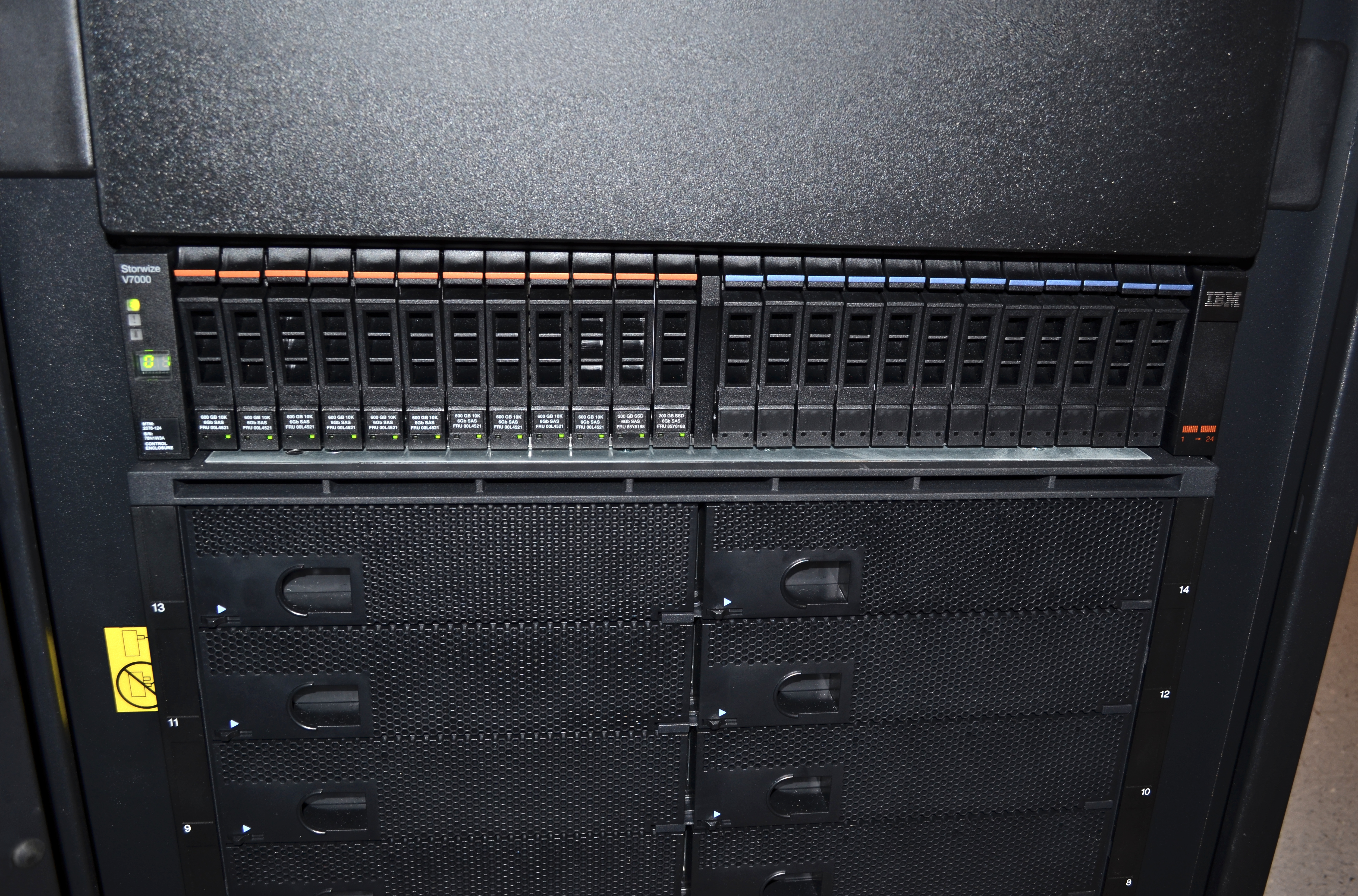
IBM PureSystems

IBM PureSystems（IBMピュアシステムズ）は、IBMのサーバ製品シリーズの1つで、2012年4月に専門家の知見を実装したエキスパート・インテグレーティッド・システムの第一弾として発表された。
PureSystemsファミリーは以下の3シリーズで構成されており、いずれもハードウェア面ではIBM Flex System（IBMフレックスシステム）と呼ばれるブレードシステムをベースとしている。
- IBM PureApplication System（IBMピュアアプリケーションシステム）- PaaSレベルのプライベートクラウド環境の構築用
- IBM PureFlex System（IBMピュアフレックスシステム） - IaaSレベルのプライベートクラウド環境の構築用
- IBM PureData System（IBMピュアデータシステム）- ビッグデータ処理用

## 概要
PureSystemsはエキスパート・インテグレーティッド・システムの第一弾とされており、単にハードウェア、ソフトウェア、ストレージなどを事前に構成・設定して一体販売するコンピュータ・アプライアンス(en)としてだけではなく、専門家の知見を「パターン」として実装し、統一的な管理画面から設定・運用できることで、計画・導入・運用などの作業を簡素化できる、とされている。例えばパターンで設定したサービスレベルを満たすように、必要な冗長化などの設定や引継ぎ、仮想マシンの起動・停止、運用管理ツールによる監視・通知などが、内部的に自動で行われる。また各ハードウェアやソフトウェアの修正モジュールが事前検証されており容易に適用できる。
PureSystemのハードウェアは、オープンなコンポーネントで構成されるFlex Systemを使用している。Flex Systemは新しいブレードシステムで、従来からのBladeCenterとは相互に互換性は無い。PureFlexでは、コンピュート・ノードのプロセッサにはインテルのx86系およびIBMのPOWER7を選択でき、4種類のオペレーティングシステム（AIX、IBM i、Linux、Windows）と、4種類の仮想化用のハイパーバイザー（VMware、KVM、Hyper-V、PowerVM）を選択できる。ストレージはV7000(en)が使用されている。なおFlex Systemはユーザーによる柔軟な構成が可能だが、PureSystemsは特定の構成を事前決定している。

## 詳細

### PureApplication System
PureApplication System はPaaSの基盤として事前構成されており、トランザクション指向のWebおよびデータベースアプリケーションに最適化されている。IBMは、新アプリケーションの導入やデプロイメントは数時間で完了すると主張している。PureApplication System は以下の4構成が提供されている。
|                       | W1500-96                                         | W1500-192                                        | W1500-384                                        | W1500-608                                        |
| --------------------- | ------------------------------------------------ | ------------------------------------------------ | ------------------------------------------------ | ------------------------------------------------ |
| プロセッサ(x86コア数) | 96                                               | 192                                              | 384                                              | 608                                              |
| メモリ(RAM)           | 1.5 TB                                           | 3.1 TB                                           | 6.1 TB                                           | 9.7 TB                                           |
| ストレージ(SSD)       | 6.4 TB                                           | 6.4 TB                                           | 6.4 TB                                           | 6.4 TB                                           |
| ストレージ(HDD)       | 48.0 TB                                          | 48.0 TB                                          | 48.0 TB                                          | 48.0 TB                                          |
| ソフトウェア          | 構成済のWebSphere Application Server、DB2、Linux | 構成済のWebSphere Application Server、DB2、Linux | 構成済のWebSphere Application Server、DB2、Linux | 構成済のWebSphere Application Server、DB2、Linux |

### PureFlex System
PureFlex System はIaaSの基盤として事前構成されており、サーバ、ストレージ、ネットワーク、仮想化および管理を1つの構造にまとめた統合コンピューティング・システム。Express（エクスプレス）、Standard（スタンダード）、Enterprise（エンタープライズ）の3構成が提供されている。
|                                       | Express                                            | Standard                                                    | Enterprise                                                  |
| ------------------------------------- | -------------------------------------------------- | ----------------------------------------------------------- | ----------------------------------------------------------- |
| プロセッサ                            | x86またはPOWER7                                    | x86またはPOWER7                                             | x86またはPOWER7                                             |
| 42Uラック                             | 1                                                  | 1                                                           | 1                                                           |
| シャーシ                              | 1                                                  | 1                                                           | 1                                                           |
| 内蔵10Gbネットワーク・スイッチ        | 1                                                  | 1                                                           | 2 + アップグレード 1および2                                 |
| 内蔵8Gbファイバー・チャネル・スイッチ | 1                                                  | 2                                                           | 2                                                           |
| 統合管理ノード                        | あり                                               | あり                                                        | あり                                                        |
| IBM Flex System Manager               | Flex System Manager、1年間のサービスおよびサポート | Flex System Manager Advanced、3年間のサービスおよびサポート | Flex System Manager Advanced、3年間のサービスおよびサポート |
| CMM(シャーシ管理モジュール)           | 2                                                  | 2                                                           | 2                                                           |
| 2500W 電源機構(標準/最大)             | 2 / 6                                              | 4 / 6                                                       | 6 / 6                                                       |
| 80mm ファン(標準/最大)                | 4 / 8                                              | 6 / 8                                                       | 8 / 8                                                       |
| IBM Storwize V7000 ディスクシステム   | あり（冗長コントローラ）                           | あり（冗長コントローラ）                                    | あり（冗長コントローラ）                                    |
| IBM Storwize V7000 ソフトウェア       | Base、1年間のソフトウェア保守契約                  | Base、3年間のソフトウェア保守契約                           | Base、3年間のソフトウェア保守契約                           |

### PureData System
PureData Systemは2012年10月に、PureSystemsファミリーの第三の製品シリーズとして発表された。PureData Systemは更に以下の3シリーズにより構成されている。
- IBM PureData System for Transactions - トランザクション・データのワークロードに特化[9]
- IBM PureData System for Operational Analytics - データウェアハウジング機能と分析機能[10]
- IBM PureData System for Analytics - 膨大な量のデータを分析する超並列システム。Netezza(en)ベース。[11]

IBMはこれら製品は単なる垂直統合製品ではなく、運用など専門家のノウハウを「パターン」として提供しており、DBaaSに相当するとしている。なおIBM PureData System for Analytics と IBM PureData System for Operational Analyticsは、アプライアンス自体を1つのパターンとして提供する、としている。

## その他
- PureSystemsは主にIBMロチェスター(en)で組み立てられている[15]。